# Miftengris scutumatus
Miftengris scutumatus là một loài nhện trong họ Linyphiidae.
Loài này thuộc chi Miftengris. Miftengris scutumatus được Kirill Yuryevich Eskov miêu tả năm 1993.